# Glissements de terrain de Storegga

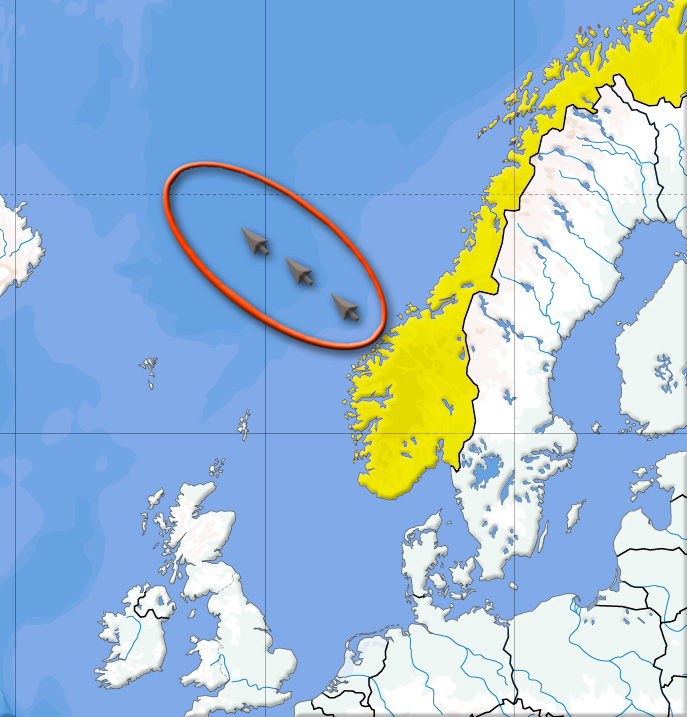
Carte situant le glissement de terrain, tsunamigène, de Storegga et sa direction par rapport à la Norvège actuelle (en jaune) ;
L'essentiel des matériaux (environ 3500 km3) semblait avoir été transporté sur une distance atteignant 290 km de longueur, et jusqu'à environ 800 km pour les plus fins, bouleversant ou modifiant environ 95000 km2. Nota : au moment de la catastrophe, le niveau marin était bien plus bas (-20 m par rapport à aujourd'hui) ; on sait maintenant (2023) qu'il y a eu plusieurs évènements successifs. C'est le mégatsunami du Storegga qui a rouvert le détroit du pas de Calais.

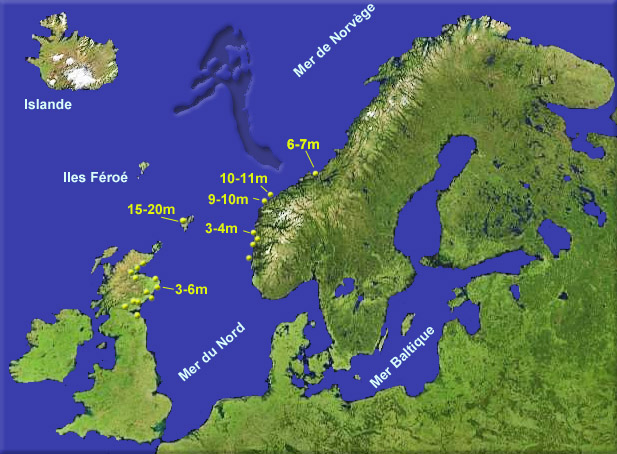
En jaune ; hauteur de la vague du tsunami créé par leffondrement du Storegga, (selon la hauteur des tsunamites) (perturbations et dépôts sédimentaires laissés au moment du retrait de la vague du tsunami). À cause de la remontée du niveau de la mer, si un événement semblable se produisait aujourd’hui, la configuration de la vague et sa hauteur seraient différentes ; il aurait par exemple un impact dévastateur sur les îles Shetland.

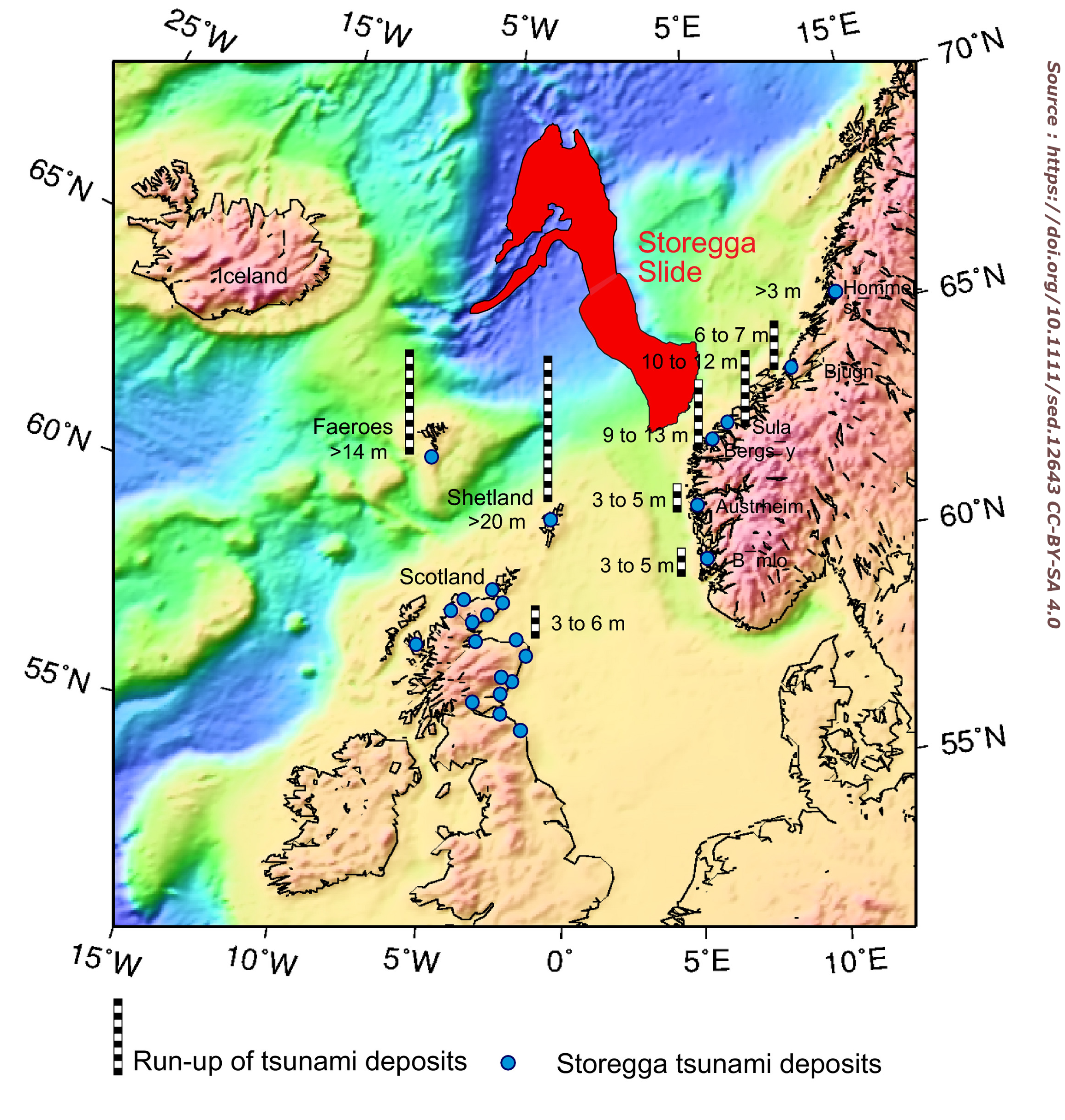
Les points bleus indiquent, par rapport à l'emplacement du toboggan du Storegga les endroits où des dépôts de tsunamis contemporains ont été identifiés (près d'une trentaine en 2019). Les barres graduées (noir et blanc) donnent les valeurs approximatives de la hauteur du tsunami (calculs de Bondevik, Svendsen, Johnsen, Mangerud et Kaland (1997) in The Storegga tsunami along the Norwegian coast, its age and runup. parus dans la revue Boreas (26, 29–53), cités par A & S Dawson en 2020

Les deux ou trois glissements de terrain du Storegga (mot norvégien signifiant en français : « grande bordure ») sont considérés comme ayant constitué les plus grands glissements de terrain actuellement connus en Europe. Ils se sont produits en mer de Norvège à une centaine de kilomètres au nord-ouest de Molde. Ils ont causé au moins un tsunami qui, il y a environ 8 150 ans, alors que le niveau marin était environ 20 m plus bas qu'aujourd'hui,, s'est propagé à des centaines de km. Le second tsunami, il y a environ 7 000 ans, était de moindre importance, mais a quand même produit une vague remarquable.
La partie orientale de cette zone, malgré une sismicité importante, est aujourd'hui exploitée par plusieurs plateformes pétrolières offshore ; elle constitue le champ gazier d'Ormen Lange (découvert en 1997 et exploité depuis septembre 2007), qui est le second champ de gaz norvégien en importance, juste après le champ gazier de Troll également exploité. Non loin se trouve également le champ pétrolifère et gazier de Brent. Norsk Hydro, opérateur sur ce champ gazier a fait étudier le risque d'un nouveau glissement de terrain dans la zone et cherche à comprendre les causes de cet effondrement. Il a dû adapter son design d'installations immergées (pipe-lines notamment) aux fonds marins déstructurés par les nombreuses terrasses successives d'effondrement et zones de fluxions ou de cônes d'éboulement.
Des études antérieures avaient attribué l'arrachage de 50 à 70 m d'épaisseur de fonds marins (sédiments) du segment nord de la « cicatrice » de glissement (soit 50 % du volume total du glissement total, évalué comme allant jusqu'à 3200 km³)[pas clair]. Mais des études plus récentes (basées sur les modèles de contraintes sédimentologiques et sur de nouveaux échosondages du sédiments) ont conclu qu'une grande partie des matériaux trouvés dans la cicatrice du Storegga proviennent d'un effondrement précédent baptisé Glissement de Nyegga, daté à ~20 000 ans, à la fin du dernier maximum glaciaire, qui aurait arraché et transporté plus de 35 m d'épaisseur de sédiments antérieurement attribués au glissement tsunamigène de Storegga. D'autres cicatrices d'effondrement de ce type sont connues autour de la mer de Norvège (dont deux autres de grande taille, plus au nord et en pleine mer), en Atlantique Nord-Est. D'autres zones d'effondrement et/ou riches en tsunamites ont aussi été découvertes au bord du Groenland (où existe une couche de 0,72 m de sable probablement apportée par la vague du tsunami du Storegga), et en Écosse. Des affaissements tsunamigènes à la marge médio-norvégienne se produisent donc plus fréquemment qu’on ne le pensait auparavant, ce qui invite à revoir à la hausse le risque de Tsunami en Mer du Nord et Atlantique nord, d'autant que selon trois experts (2022), « la stabilité de la pente continentale est encore précaire, à l’heure actuelle, sur le flanc nord-ouest du glissement de Storegga ».

## Description du complexe d'effondrement du Storegga
Le complexe d'effondrement du Storegga correspond à une zone de remobilisation brutale de plusieurs milliards de mètres cubes de roche et sédiments. Cet effondrement a peut-être été préparé ou déclenché par un ou plusieurs tremblements de terre, mais il est à ce jour impossible de le démontrer. Il semble résulter d'au moins deux effondrements majeurs de l'escarpement du plateau continental qui ont causé chacun un tsunami dont la force et l'étendue font encore l'objet d'études et de modélisations. Un peu moins de 12 000 ans plus tôt, un autre évènement de ce type avait déjà eu lieu.
Ces effondrements se sont entièrement ou essentiellement produit sous le niveau marin, à l'époque mésolithique, soit à la fin de la dernière glaciation, alors que la calotte polaire nord fondait encore rapidement, et que le niveau de la mer remontait (mais était encore environ 20 mètres plus bas qu'aujourd'hui),, il y a environ 8 200 ans, au nord-est de la mer du Nord, en mer de Norvège. Son couloir d'affaissement sous-marin est orienté selon un axe nord-ouest/sud-est, et il est situé entre la côte norvégienne et un point se trouvant à environ 100 km au nord-ouest de la région de Møre.
On sait depuis peu (2023) qu'au moins un énorme glissement de ce type s'était antérieurement produit, il y 20 000 ans environ.

Puis un premier glissement du Storrega est estimé s'être produit sur 290 km de large, emportant et dispersant environ 3 500 km3 de débris. Une modélisation numérique du tsunami généré par le deuxième glissement du Storegga (publication 2008), ce tsunami a été déclenché à un glissement[pas clair] qui a été « un événement majeur unique plutôt qu'un ensemble de glissements plus petits ».
Cette région est encore sismiquement très active.

## Modélisations, simulations et traces fossiles
Aucun témoignage humain écrit, gravé ou peint relatant cet évènement n'est connu pour cette période préhistorique. Les scientifiques doivent donc le modéliser pour mieux le comprendre et en prévoir éventuellement d'autres, plus ou moins similaires.
Harbitz en 1992, Bondevik et al. en 2005, Løvholt et al. en 2005 et Hill et al. en 2014 ont d'abord construit des modèles simplifiés, considérant l'évènement comme s'il s'agissait de glissements de corps rigides, puis les progrès de l'informatique ont permis des simulations bien plus réalistes de l'écoulement des matériaux, et par suite de la génération du tsunami.
En 2005, De Blasio et al. avaient utilisé le modèle numérique « BING » mis au point par Jasim Imran (modélisateur à l'Université de Caroline du Sud) et ses collègues en 2001 pour simuler les coulées visco-plastiques de débris, sur la base de la rhéologie Herschel-Bulkley afin de modéliser le ruissellement (au moins dans sa dimension horizontale (1HD), le long d'un transect bathymétrique).
Pour expliquer la distance étonnamment longue du « toboggan » du Storegga (« l'un des plus grands toboggans sous-marins au monde »), De Blasio et ses collègues, en 2005, ont créé une extension de BING incluant l'« aquaplaning » (extension mise au point par Mohrig et ses collègues. en 1998, puis améliorée en 1999) et le « remoulage ». Le modèle de De Blasio et al. (2005) étant limité à 1HD, il ne pouvait pas simuler la distribution spatiale détaillée du glissement, ni précisément simuler le tsunami (selon les modèles et données disponibles vers 2005, la vague du tsunami a pris une forme ovoïde ou arrondie, à la suite du glissement de terrain qui a charrié d'énormes quantités de pierres, graviers, galets, sable et argile (et peut-être de glace et d'hydrate de méthane). Les plus lourds de ces matériaux ont été déplacés dans un couloir de près de 300 km de large, et des études ont montré que certaines parties de la « cicatrice » du glissement de terrain s'étendent jusque dans les grands fonds marins, jusqu'à environ 800 km du point de départ de l'affaissement pour les plus légers.

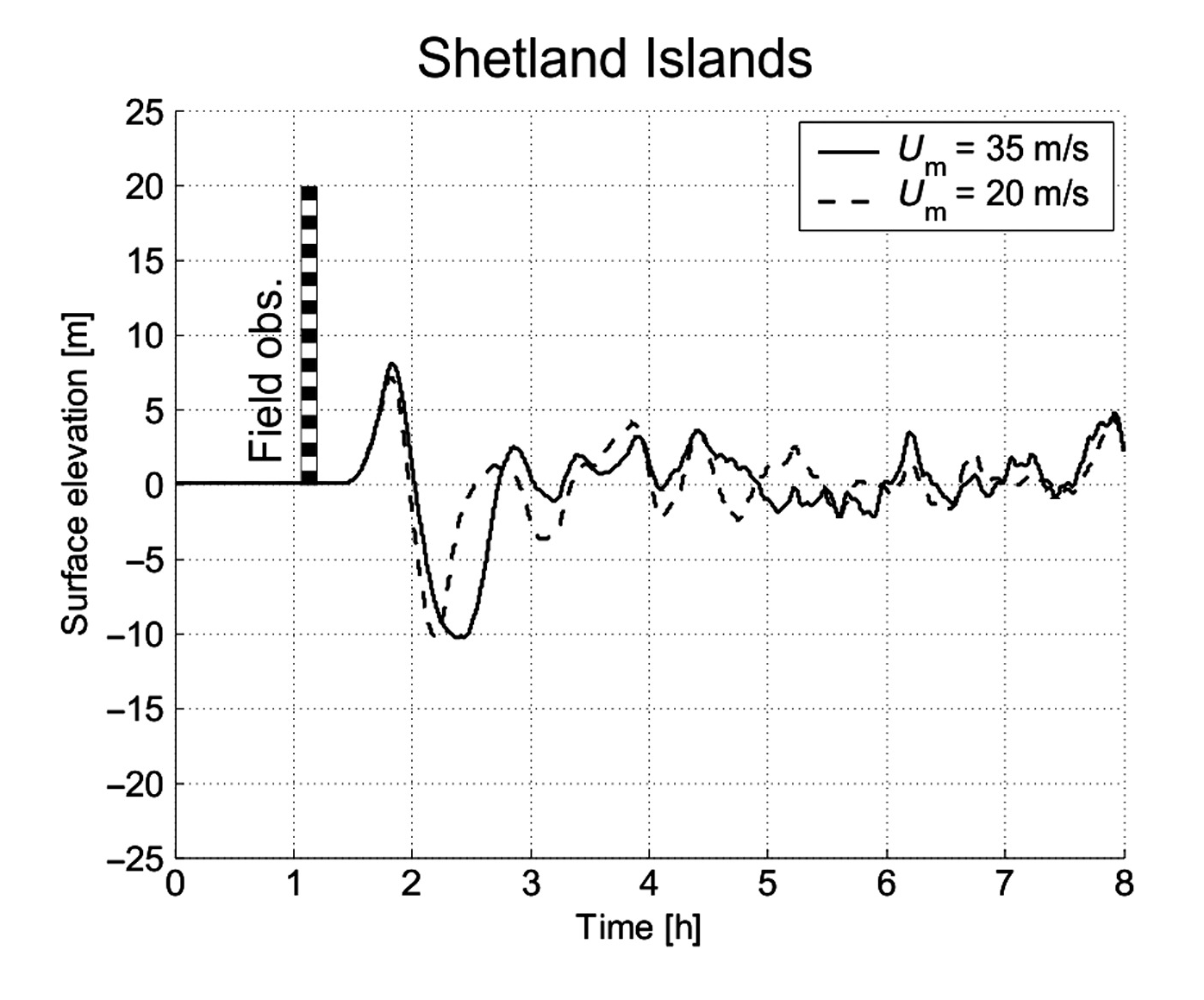
Comparaison de la hauteur réelle (barre verticale), estimée d'après les preuves de dépôts in-situ du tsunami à Maggie Kettles Loch dans les îles Shetland comparée à deux modélisations de la hauteur de la crête de la vague du tsunami du Storrega sur les îles Shetland basé (et variation sur quelques heures). Les deux modélisations (trait plein noir, et pointillé) sont respectivement basées sur des vitesses de glissement de 20 m/s et 35 m/s (Source : Downson & al, en 2019, d'après Bondevik et al. en 2005).

Concernant la hauteur atteinte par la vague en pleine mer et quand elle « escalade » le trait de côte, par rapport au niveau de la paléo-mer (-20 m par rapport à aujourd'hui),. Il existe deux grands moyens de l'évaluer : 
1. la modélisation mathématique ; mais elle reste simplificatrice, et souffre du fait que de nombreux paramètres sont encore inconnus, dont le coefficient de la marée, le moment par rapport à la marée, l'état de la mer, la force et la direction du vent au moment de l'effondrement, la saison, et la manière précise dont l'effondrement s'est produit[2] ;
2. les preuves sédimentaires ; ce sont les tsunamites et d'autres traces encore observable sur les terres émergées ayant été exposées à cette vague. Elles apportent des données précises, mais qui ne concernent que les zones échantillonnées et étudiées ; elles ne peuvent être extrapolées à la plupart du paléo-littoral ou des terres émergées encore non-échantillonnés[2].

...« la hauteur des vagues modélisées sur la côte étant considérablement inférieure aux estimations géologiques de l'élévation du tsunami ».

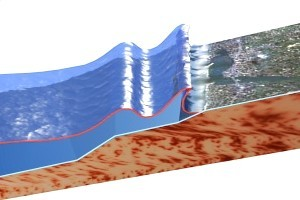
Accroissement de la hauteur de la vague d'un tsunami à l'approche des côtes.

Cette différence est probablement due au fait que les modèles ne sont pas « en mesure de reproduire l'amplification locale des vagues du tsunami lorsqu'elles pénètrent dans les eaux peu profondes de la côte. De plus, les modèles existants ne sont pas suffisamment puissants pour modéliser la diffraction, la réfraction, la réflexion et l'interférence des différentes ondes au sein du train d'ondes du tsunami à l'approche du paléolittoral ».
Par exemple, au niveau des îles Shetland :
- les modèles numériques du tsunami pour les Shetland suggèrent que la hauteur des vagues aurait atteint une cote maximale de l'ordre de +13 m au-dessus du niveau marin de l'époque (- 20 m environ par rapport à aujourd'hui)[2], mais ils semblent sous-estimer la réalité ;
- les traces laissées par le tsunami, indiquent plutôt une vague d'environ 20 m au-dessus du niveau de la marée haute (« il a été déduit que l'élévation du tsunami était au moins localement comprise entre 28,1 m (8,1m + 20 m) et 31,8 m (11,8 + 20 m) »)[2].

## Contexte géo-climatique
Sept « méga-glissements » (megaslides) pré-Holocène sont connus comme ayant eu lieu en mer du Nord sur la marge continentale médio-norvégienne, entre 62 et 67°N. Tous ont en commun de :
- concerner des dépôts hémipélagiques à grains fins stratifiés sismiquement, généralement développés sous forme de dérives de contourite ;
- être situés (sauf un) dans la zone du glissement Holocène du Storegga ;
- survenir à la fin d'une glaciation, ou peu après (d'après la stratigraphie sismique selon Petter Bryn et ses collègues géologues Norsk Hydro ou au Norwegian Geotechnical Institute d'Oslo)[26].

Plusieurs de ces « méga-glissements » sont relativement comparables en importance à celui du Storegga. La zone du complexe de glissements du Storegga présente un risque particulier de glissements de par sa position géographique (circum polaire), sa structure géologique et la forte présence de dépôts de dérive à grain fin.
Les traces de plusieurs très grands glissements de terrain de ce type existent aussi au large de la côte est des États-Unis, notamment étudiés par Chaytor et al. (2009), par Hill et al. (2017) ou encore Lee en 2009.
Selon Gales, J. A. et ses collègues (2023), dans le journal Nature, des traces de glissements de terrain similaires ont été trouvées en Antarctique. Et ces glissements, toujours sous-marins et récurrents, ont « probablement été déclenchés par la sismicité associée à un réajustement glacio-isostatique, conduisant à une défaillance dans les couches fragiles préconditionnées ». 
Selon eux, « le réchauffement climatique en cours et le recul des glaces peuvent augmenter la sismicité glacio-isostatique régionale, déclenchant des glissements de terrain sous-marins en Antarctique ». En zone circumpolaire, un soulèvement local rapide après un retrait glaciaire (« rebond »), peut susciter un « réajustement glacio-isostatique » et un « déchargement ».

## Datation
Sur ces sept grands effondrements connus, six sont survenus après le début des glaciations du plateau continental il y à 0,5 Millions d'années. La chronostratigraphie de la région du Storrega reste imprécise, mais on sait depuis les années 2000 qu'elle « a une longue histoire d’instabilité des pentes, liée à la nature cyclique de la sédimentation lors des oscillations climatiques glaciaires à interglaciaires »,. Cette zone est active et instable depuis le début du Pléistocène, et il semble qu'au moins un grand glissement s'y produit tous les 10 000 à 100 000 ans, au rythme des cycles glaciaire-interglaciaire,.
Au vu des échantillons de matière organique végétale récupérés dans des sédiments déposés par le tsunami, le glissement le plus important, daté (au carbone 14) date d'il y a environ 8.100 ans, et le précédent d'il y a environ 20.000 ans.

## Temporalité du phénomène
Selon les données disponibles dans les années 2000-2010, on distingue 3 ou 4 phases principales :
- Première phase : entamée à plus de 100 km en aval de la paroi supérieure, probablement à 1 500 à 2 000 m de profondeur, elle s'est développée en régression vers le haut, arrachant jusqu'à 50 m de sédiments glaciaires peu consolidés de la moitié nord de la cicatrice du glissement. Ces matériaux ont formé des coulées sous-marines de débris, et d'énormes et puissants courants de turbidité(pouvant atteindre une vitesse de 20 m/s)[36],[37] qui, en face de la Norvège, ont charrié des matériaux en suspension jusqu'à des centaines de kilomètres de là (Nota : de tels courants peuvent glisser sur des centaines de kilomètres bien au dessus du fond marin, sans y laisser de traces puis quand ils ralentissent déposer leur contenus sur le fond)[38]. 
Selon les premières estimations : de ~1300 à 1600 km³ de matériaux auraient été ainsi mobilisés (50% du volume total du glissement)[39],[40],[41]. Une nouvelle estimation de 2023 a montré qu'une partie de ces matériaux résultaient déjà d'un effondrement précédent (daté de 12 000 ans plus tôt).
- Seconde phase : épandage latéral et défaillances mineures sur la pente secondaire. Les sédiments jusqu'alors restés en place en bordure de la cicatrice se sont effondré latéralement, le long d’un plan de glissement bien défini, et au gré de défaillances locales mineures de la pente[41], mobilisant ~600 à 900 km³ de matériaux supplémentaires.
- Troisième phase : le segment central de la "lame" d'effondrement s’est rompu. Et il s’est enfoncé (on parle de cisaillement transpressif) dans la partie sud de la zone de glissement/épandage à plusieurs centaines de mètres de profondeur dans le substrat[39],[41]. C'est précisément rupture du segment central du glissement (~500 à 800 km³ de matériaux mobilisés !) qui serait à l'origine du Mégatsunami du Storegga[3].

## Traces et preuves fossiles des tsunamis du Storegga

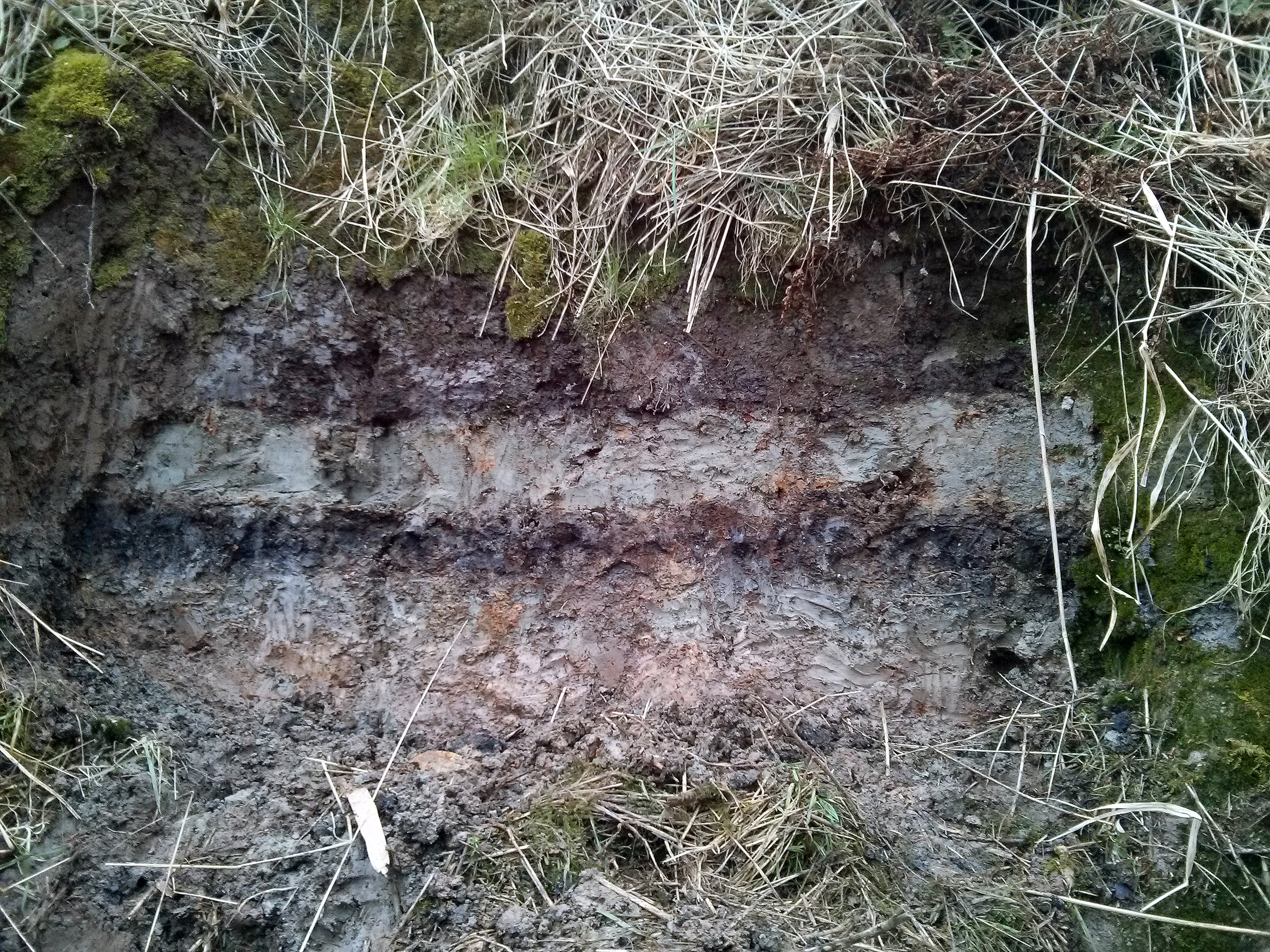
Dépôts laissés par le tsunami du Storegga (couche supérieure grise, entre deux couches de tourbe), près de la baie de Montrose au Nord-Est de l'Écosse.

Les traces sont visibles jusqu'au Danemark, au Groenland et jusque sur le littoral de la mer de Barents,,, ; elles sont essentiellement sous-marines, mais aussi terrestres :
- en Norvège, alors que la vague initiale du mégatsunami a directionnellement été propulsée vers l'Amérique du Nord, à Lynden, des sédiments marins se sont mélangés à des tourbes, formant des dépôts dits « de gyttja » jusqu'à au moins environ 6 m au-dessus du niveau marin de l'époque (où l'on a notamment retrouvé un oursin)[46] ;

le long de la côte ouest de la Norvège, les sédiments de tous les petits lacs côtiers situés de 0 à 11 m au-dessus du niveau du rivage tel qu'il était il y a environ 7 000 ans, contiennent une couche particulière contenant des sables gradué ou massif, un «conglomérat organique» d'origine marine et des fossiles marins (coquilles, oursins...). 25 lacs ont été étudiés et tous présentent ce phénomène. La granulométrie de ce sable diminue vers l'intérieur des terres et avec la hauteur. Les dépôts situés entre 6 et 11 m au-dessus de l'ancien rivage présentent un lit de sable, alors que dans les dépressions plus proches de l'ancien rivage, on y trouve plusieurs lits de sable séparés par des détritus organiques, qui « peuvent refléter des vagues répétées d'eau de mer entrant dans les lacs ». Dans la plupart des lacs étudiés, l'épaisseur de ces dépôts varie de 20 à 100 cm ;
- en Écosse, des traces sédimentaires d'un ou plusieurs tsunamis importants sont encore observables sur certains littoraux et îles, mais aussi jusqu'à plus de 80 km à l'intérieur des terres dans le Firth of Forth, à plus de 4 mètres du niveau moyen actuel des marées. Ceci signifie que si l'on tient compte du fait qu'au moment du tsunami, le niveau marin était beaucoup plus bas, on peut estimer que quand la vague a déferlé dans l'estuaire de South Esk River aux pieds de la partie orientale des monts Grampians dans l'Angus (Est de l’Écosse, entre Dundee et d'Aberdeen), elle mesurait encore environ 21 m de hauteur (à comparer au maximum de 39 m du tsunami de 2011 au Japon).

La modélisation ou reconstitution cartographiée du comportement et des impacts des tsunamis post-glaciaires sont rendues délicates en raison du fait que le niveau de la mer a considérablement augmenté depuis ces événements majeurs. De plus, comme le rappelle Fisher en 2004, les rééquilibrages isostatiques ont été très actifs après la fonte rapide de la calotte polaire, mais selon un schéma et un rythme encore mal compris.
La hauteur des tsunamites, dans certaines régions (Jutland, Baltique) doit être corrigée quand le sol ou le fond marin ont depuis 8 000 à 10 000 ans eux-mêmes subi une élévation ou un enfoncement significatif (ce qui semble être le cas pour le Jutland par exemple). De plus, les premières datations au carbone 14 de sédiments et dépôts susceptibles d'être des tsunamites n'étaient pas toujours précises. Des études sont encore nécessaires pour mieux reconstituer et dater rétrospectivement l'« événement Storegga ».

## Impacts sur les populations humaines
Ces impacts sont mal connus, faute de témoignages écrits, et parce qu'une partie des communautés humaines de sociétés mésolithiques de chasseurs-cueilleurs vivaient alors sur des zones qui ont été depuis rasées, bouleversées et/ou immergées par la remontée du niveau marin et parce que, en 2020, « l'archéologie des catastrophes naturelles est un domaine émergent ». Les progrès de l'archéologie sous-marine ont néanmoins montré que les populations néolithiques européennes littorales exploitaient abondamment, et avec un certain savoir-faire, les ressources halieutiques. La plupart des sites encore aujourd’hui connus pour leur richesse en poissons étaient occupés par des communautés de pêcheurs. Cet événement a peut-être tué un grand nombre d'humains près des régions côtières ou à tout le moins les a amené à se déplacer vers l'Ouest et le Sud.
Un projet scientifique a été lancé à la fin des années 2010 pour évaluer, sur des bases archéologico-environnementales, l'impact social de ce tsunami dans diverses zones ayant eu des histoires mésolithiques distinctes (et plus ou moins résilientes ou vulnérables selon les cas).
L'effondrement et ses effets sous forme de tsunami se sont indiscutablement fait ressentir sur : 
- le Doggerland : cette région basse (alors habitée[réf. souhaitée]) située entre le Danemark et l'Angleterre et maintenant engloutie par la mer du Nord a été balayée par le tsunami induit par cet effondrement[10],[52]. La première preuve du passage du tsunami dans le Doggerland au sud de l'actuelle mer du Nord a été publiée fin 2020 et selon les auteurs de l'article, elle suggère que les effets de ce tsunami dans le Doggerland sont à nuancer ou repenser en intégrant dans les modèles les variations de la topographie locale telle qu'elle existait alors[53]. Cela permettrait de mieux intégrer cet évènement dans les études de peuplement préhistorique de la région[53] ;
- les îles Féroé : elles étaient alors occupées[réf. nécessaire], et les populations humaines y ont aussi été probablement anéanties. On y trouve encore les preuves du passage du tsunami[54], en particulier dans un lac côtier aujourd'hui situé à 4 m d'altitude sur l'île de Suðuroy dont les profils lithostratigraphiques ont conservé les traces d'un premier tsunami, dévastateur, et d'un second un peu moins puissant, mais qui a érodé une partie des tsunamites laissés par le premier. Dans les couches perturbées, des fragments de coquilles marines et de foraminifères y sont mélangés avec des fragments de bois et des couches de sable fin. L'événement tsunami a été daté entre 7300 et 6400 BP au carbone 14[55] ;
- l'Islande ;
- les îles Shetland, constituant les sommets d'un vaste territoire habité[56], en conservent également les traces[57] ;
- une grande partie de la Grande-Bretagne et de l'Europe continentale actuelle portent encore des traces d'un tsunami[10] ;
- la Norvège occidentale : des communautés de l'âge de la pierre y vivaient ; certaines ont été dévastées par au moins un tsunami (de 10 à 15 m de haut)[10] ;
- le Jutland : les chercheurs y ont récemment retrouvé des traces d'effets « étonnamment élevés (...) dans les régions de l'ouest du Jutland »[58].

Si un tel événement devait se reproduire, ses conséquences sur les réseaux de pipelines, de câbles et sur les installations offshore et littorales (ports, industries, tourisme…) seraient aujourd'hui catastrophiques. C'est une des raisons qui motivent les études rétrospectives le concernant.

## Causes
Une spécificité, contre-intuitive, des méga-glissements sous-marins, démontrée depuis 2004, est qu'ils peuvent (et c'est le cas le plus fréquent) se déclencher et se propager sur des pentes extrêmement faibles (de seulement 1° à 2°de pente),.
Les causes de ces glissements de terrain semblent liée à l'histoire paléoclimatique et géologique de la mer du Nord et à celle de la mer de Norvège (en particulier concernant les hydrates de méthane, l'isostasie et les rééquilibrages liés aux cycles de glaciations et déglaciations…). Elles font encore l'objet d'études visant notamment à mieux comprendre la géologie et l'évolution récente du Moho ou des réservoirs d'hydrocarbures de cette zone : 
- les études géologiques le permettant n'ont pu vraiment commencer que de 1999 à 2006 avec des investigations sismiques et géotechniques (tests in situ, analyse d'échantillons de fond et de carottes de forage prélevées jusqu'à 200 m, bien que le champ s'étende sur une profondeur de 250 à 1 600 m ;
- plus récemment, NGI a développé un dispositif de mesure de la pression dans les pores de la roche, dispositif qui pourrait être placé au fond des tubes de forage jusqu'à 1 100 m au-dessous du niveau de la mer[10] ;
- l'étude du contexte paléoclimatique et géographique a montré qu'il était celui d'une fonte rapide de la calotte glaciaire, associée à une remontée, également rapide, du niveau marin (qui était 120 à 130 m plus bas qu’aujourd’hui à l'apogée de la glaciation, il y a environ 18 000 ans) : Alors que l'océan remontait (en pesant sur le fond marin), la fonte des glaces apportait sur le plateau continental des quantités considérables de sédiments, pierres, graviers et sables provenant des parties émergées de la Scandinavie, via les fleuves à régime torrentiel, mais aussi via les mouvements d'icebergs et de glaciers. À la hauteur de la Norvège, des torrents ou coulées minérales de roches et graviers s'écoulaient vers la mer, ce mouvement se poursuivant sous la mer. Leurs traces fossiles sont aujourd’hui étudiés via les études sismiques qui montrent de nombreuses coulées de 15 à 50 m d'épaisseur[11]) et pouvant s'étaler sur une largeur de 2 à 40 km[11]. D'immenses dépôts morainiques pouvaient aussi être périodiquement remodelés par les glaciers, les flux d'eau, la cryoturbation ou des ruptures de barrages naturels, toujours en interaction avec les courants marins de l'époque, et la montée de la mer dans le « ventilateur de la mer du Nord » (« Nordsjøvifta »). La sismique a révélé de très importants apports macrosédimentaires noyés dans des sédiments plus fins (alors susceptibles de « lubrifier » d'éventuels effondrements). Ces dépôts atteignent 150 à 200 mètres d'épaisseur sur la pente continentale. Les glissements de terrain qui y sont intervenus ont des largeurs qui atteignent 200 à 300 km[11].

Plusieurs hypothèses explicatives des affaissements ou glissements prédominent, ne s'excluant pas nécessairement. Elles peuvent au contraire se compléter, traduisant un phénomène synergique :
1. un effondrement brutal et spontané est plausible (en un ou plusieurs épisodes étalés sur quelques heures ou tout au plus quelques jours selon l'Institut norvégien de géotechnique NGI[10]), à partir de grandes quantités de sédiments trop rapidement déposés sur la pente du plateau continental pour pouvoir se stabiliser[11] (phénomène de solifluxion sous marine au-delà d'un certain seuil d'épaisseur/pression/pente…) ;
2. un séisme ou une suite de séismes pourraient avoir déclenché l'effondrement, mais il est également possible que l'instabilité sédimentaire était telle qu'un séisme n'ait pas même été nécessaire ; l'hypothèse d'un séisme déclencheur reste néanmoins crédible, cette zone précise étant encore actuellement celle où les sismographes enregistrent le plus grand nombre de tremblement de terre en Europe du Nord et en mer du Nord (dont des séismes induits ?). Une hypothèse est qu'un fort tremblement de terre (épicentre probablement situé à 150 km en aval de l'actuel champ gazier d'Ormen Lange) a causé ce méga-glissement régressif[26].
3. une « fuite » massive et brutale de gaz naturel (« Méthane Blast ») à partir d'un gisement sous-jacent et/ou un phénomène de solifluxion pourrait avoir été déclenchée par la dissociation chimique d'hydrate de méthane[60] ; c'est une hypothèse plus récente, en cours d'étude.

L'étude bathymétrique et par la sismique de réflexion des marges et pentes continentales de l'Atlantique, du Pacifique, de l'océan Indien et de la mer Noire a révélé d'autres importantes cicatrices d'anciens affaissements tsunamigènes sur des zones recouvrant des dépôts d'hydrates de méthane. Ces dépôts sont très nombreux et importants sur les bordures de plateaux continentaux. Ils ont été à l'origine de transfert massifs et brutaux d'énormes quantités de matériaux et sédiments vers l'océan profond. La durée de chaque « événement » se compte généralement en heures ou en années. Selon J. Mienert, professeur en géologie marine arctique et en géophysique appliquée à l'université de Tromsø, Norvège, une libération massive et rapide de gaz et/ou d'eau de décompositions d'hydrate de méthane peut déclencher une instabilité majeure en bordure de marge continentale. La stabilité des clathrates piégés dans le sédiment dépend de la température de l'eau et du contexte géothermique, mais aussi de la pression (qui varie là où la mer monte et sous les calottes qui fondent),. La solubilité du méthane dans l'eau varie également selon des paramètres proches. De plus, chaque affaissement majeur de ce type est aussi source d'un important relargage de méthane (puissant gaz à effet de serre) dans l'eau et l'atmosphère, un puissant gaz à effet de serre qui peut accélérer le réchauffement.
Il est encore difficile de quantifier l’importance relative de ce facteur parmi d'autres causes (à échelle régionale ou mondiale).
La modélisation thermodynamique de ces processus doit être couplée à des outils de monitoring de la pression dans les pores de la roche et au suivi des phénomènes de « dissipation » dans les zones présentant des signes d'évolution en présence d'hydrates de méthane. Alors l'évaluation du risque actuel et futur en sera améliorée (dans un contexte de réchauffement et de montée de la mer). J. Mienert estime que des progrès viendront de l'étude combminée ou couplée des hydrates de méthane océaniques, des glissements de terrain sous-marins, et du climat, à partir des enregistrements du méthane dans les bulles de la glace.
On sait déjà que l'exploitation active de gaz naturel et/ou de pétrole déclenchent de nombreux petits tremblements de terre induits, tout comme le font les grandes retenues d'eau. On a récemment montré que la remontée vers la surface de méthane sous pression dans des failles (actives ou devenues inactives) peut les réactiver. Or il existe des réservoirs d'hydrocarbures très importants sous cette zone (dont le champ gazier d'Ormen Lange, en exploitation depuis peu). Des tremblements de terre induits ou facilités par une brutale remontée de gaz sont possibles. De telles remontées auraient pu être induites par des phénomènes de mouvements du sous-sol (compensation isostatique : la terre remonte à certains endroits quand le poids de la calotte glaciaire diminue). Dans une zone hautement instable comme l'était le Storegga il y a 8000-9000 ans, un effondrement tsunamigène peut s'ensuivre. C'est une hypothèse qui n'est pas à ce jour confirmée par les études de Norsk Hydro, qui a par ailleurs jugé le risque de renouvellement d'un tel effondrement aujourd'hui peu probable « au large ouest de la Norvège ». La modélisation numérique calée sur les analyses de données de terrain se poursuit. Selon les modèles, deux paramètres influent sur le potentiel tsunamigène d'un effondrement de ce type. Ce sont d'une part le volume de matériau qui s'effondre, et d'autre part sa vitesse initiale (qui dépend de la pente et profondeur et de la décohérence du substrat). Le produit de l'accélération initiale et du volume du glissement est la quantité la mieux corrélée avec l'élévation et la surface.

## Enjeux contemporains

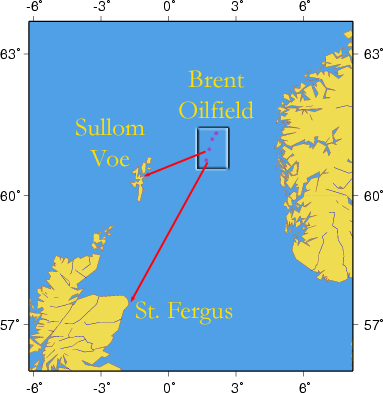
Champ pétrolifère et gazier de Brent.

Il est maintenant certain que ce type d'évènement est associé à des courants de turbidité potentiellement tsunamigènes et susceptibles de gravement endommager ou totalement détruire les infrastructures offshore et immergées associées à l’industrie pétrogazière, et/ou ou aux télécommunications . Divers auteurs alertent aussi sur une possible aggravation du réchauffement induite par la libération de grandes quantités de méthane dans la colonne d’eau en cas de nouveau glissement dans cette région.
Un tel évènement peut se reproduire, à une date indéterminée (car leur fréquence semble aléatoire), mais peut-être plus tôt qu'on le pensait jusque dans les années 2000.
Or, « la vulnérabilité des communautés aux tsunamis augmente à mesure que les populations côtières et les pressions économiques augmentent » et anticiper et gérer (nécessairement à échelle internationale) ce type de risques dans une zone donnée impliquerait de connaitre la fréquence et l'ampleur des événements passés dans cette zone,. Comprendre et donc connaitre les témoignages géologiques que sont les dépôts provenant de ce paléotsunami (et d'autres cas)
,) est « cruciale pour réduire la vulnérabilité des communautés côtières ». Identifier les séquelles et dépôts d'anciens tsunamis s'avère parfois difficile,,.
Outre des enjeux de connaissance scientifique (archéopaléontologique, géologique, historique, etc.), il est nécessaire de bien comprendre ce qui s'est passé là il y a environ 8000 ans, pour mieux anticiper les impacts d'un éventuel nouveau tsunami, ou d'autres effondrements de ce type, même de moindre importance.
Gérer le risque tsunami implique de comprendre leur dynamique et vélocité, pour prévoir comment la sécurité maritime, les ports, les installations pétrogazières offshore, les câbles sous-marins, les populations littorales et l'environnement seront affectés.
Plus de 10 ans de surveillance sismique du nord de la Mer du Nord, et du sud de la mer de Norvège montrent que cette zone est encore sismiquement très active. Or elle fait l'objet d'une exploitation pétro-gazière intense.
De plus, une étude de 1999-2000 qui a porté sur une « faille inverse » située dans le nord de la mer du Nord (faille normale et restée longtemps inactive) en combinant des images sismiques à des mesures (in situ) de pression et de contraintes a conclu que cette faille était en cours de réactivation. Trois raisons semblent pouvoir expliquer cette réactivation, raisons qui additionnent leurs effets :
1. une augmentation récente de la contrainte de compression dans la zone, associée à un rebond post-glaciaire,
2. une pression interstitielle localement élevée dans la roche, en raison de la présence de gaz naturel dans un réservoir d'hydrocarbures situé sur le côté d’une des parois de la faille,
3. une orientation de faille presque optimale pour le glissement (dans le contexte du champ de contrainte actuelle).

Dans ce cas précis, la combinaison de ces trois facteurs induit d'une part une reprise du glissement le long de la faille, et d’autre part une fuite de gaz le long de la section de faille, qui délimitait la faille et assurait l'étanchéité du réservoir.
Les auteurs de cette étude affirment que l'accumulation de colonnes de gaz (CH4 ou CO2 par exemple) au voisinage de telles failles tectoniques peut contribuer à les remettre en mouvement. Or la zone de naissance de l'affaissement du Storegga et le plateau continental, très court (par rapport à ce qu'il est en mer du Nord) dans cette région sont outre sismiquement actif, très riche en ressource gazières, au point que de nombreuses plateformes offshore opèrent depuis des décennies en mer du Nord et en mer de Norvège. S'y trouvent aussi des centaines de kilomètres de câblages, pipelines et de gazoducs, conçus pour ne résister qu'aux petits et moyens séismes, mais non à des phénomènes de type « Storegga ».
Tout comme les activités minières ou les grands barrages hydroélectriques, l'exploitation (notamment offshore) d'hydrocarbures peut induire de petits séismes. Ceci se fait à la suite des décompressions induites par les prélèvements pétroliers ou gaziers et/ou à la suite des remises en pression ou en surpression (par exemple quand il y a injections souterraines de fluides liquides ou gazeux pour décolmater un gisement, le réactiver ou y stocker du CO2 ou du soufre récupérés à partir du traitement primaire du gaz).
Et c'est aussi en bordure de plateau continental qu'ont été faits certains dépôts de munitions immergées.
Les installations gazières ont été précédées d'études sur les géorisques liés à la cicatrice de l'effondrement du Storegga ; en 2005, selon Bryn et ses collègues, « les sédiments instables de la région ont disparu avec le glissement il y a 8200 ans. Une nouvelle période glaciaire avec un remplissage de sédiments glaciaires au-dessus des argiles marines dans la cicatrice de glissement serait nécessaire pour créer une nouvelle situation instable à Ormen Lange ».
Dans les années 2020, le progrès du géoradar et de l'intelligence artificielle pourraient aider à mieux comprendre les phénomènes de type « Storegga ». Concernant le Storegga, il a été utilisé pour la 1ère fois dans les îles Shetland (système Pulse EKKO ultra GPR avec des antennes de 100, 200 et 500 MHz) pour caractériser plusieurs dépôts créés par des tsunamis anciens et d'abord, pour calibrer et vérifier ses résultats, dans les zones où de tels dépôts avaient déjà été décrits par Bondevik et al. (2003, 2005),, Smith et al. (2004) et Dawson et al. (2020).
Ce géoradar a non seulement permis de détecter les séquelles de l'évènement Storegga, mais il a aussi confirmé un autre tsunami important, dit « événement de Dury Voe », antérieurement décrit à l’Ayre de Dury, et daté de 1 300 à 1 570 cal ka BP par Bondevik et al. en 2005 et a montré que le Géoradar donne des résultats particulièrement précis quand il s'agit de détecter des lits de sables dans une couche préservée de tourbe (situation fréquente dans les Shetlands ; dans le cas, avec des antennes appropriées, le géoradar détecte des lits de sables marin (apportés par tsunami) aussi fin que 0,01 m d’épaisseur).